# MPL Communications
MPL Communications (que significa McCartney Productions Ltd.) é a empresa que trata dos interesses comerciais do músico britânico Paul MCartney, tendo sido criada em 1969. Além de lidar com a produção musical pós-Beatles de McCartney, A MPL é uma das maiores editoras musicais do mundo, tendo sido boa parte de seu crescimento através da aquisição de outras editoras. A editora possui sedes em Londres e em Nova Iorque.

## Perfil
A empresa foi fundada em fevereiro de 1969, como Adagrove Ltd., mas mudou seu nome para McCartney Productions Ltd. em agosto daquele mesmo ano. Um dos primeiros projetos foi a compra dos direitos para uma adaptação cinematográfica de Rupert Bear no início de 1970.

## Editora musical
A MPL possui uma vasta gama de material protegido por direitos autorais – cobrindo quase 100 anos de música – por vários compositores, incluindo McCartney, Buddy Holly, Carl Perkins, Jerry Herman, Frank Loesser, Meredith Willson, Harold Arlen e muitos outros, com canções, como "Rock-a-Bye Your Baby with a Dixie Melody" (que ficou famosa com Al Jolson), "I'm Glad There Is You", "Blue Suede Shoes", "That'll Be the Day", bem como "Love Me Do" e "P. S. I Love You" no seu catálogo. A MPL também controla 25 empresas subsidiárias.

## Departamento de imagem Mary McCartney
A segunda filha mais velha de McCartney, a fotógrafa e editora de fotografia Mary McCartney, gerencia o departamento de imagem da empresa.

## Marca registrada
Em outubro de 2006, o Trademark Registry, em Londres, informou que a MPL Communications havia iniciado um processo para o tornar o nome McCartney uma marca registrada para ser usado em  mercadorias vendáveis.